# Canon Episcopi
Der Canon Episcopi (so benannt nach seinem Incipit Episcopi episcoporumque ministri) war eine kirchenrechtliche Vorschrift, die sich gegen Zauberei und Aberglaube wandte und in der die nächtlichen ekstatischen Flüge von Frauen im Gefolge der heidnischen Göttin Diana ausdrücklich als Einbildung und Wahnvorstellung verurteilt wurden. Der Kanon war vom frühen Mittelalter bis ins 20. Jahrhundert Teil des kanonischen Rechts.

## Inhalt
Wegen ihrer Abweichung vom christlichen Glauben der Kirche bezeichnet der Kanon Wahrsager und Zauberer, seien es Männer oder Frauen, als Häretiker (Ketzer). Die Bischöfe und ihre Helfer, d. h. der Pfarrklerus, sollen die bekämpfen, welche den Glauben an Hexen verbreiteten und die überführten Personen verstoßen. Die vom Kanon geforderte Ausweisung der Ketzer aus dem Pfarrbezirk hat als ausgesprochen schwere Kirchenstrafe zu gelten.
Als offensichtlich besonders schwere Fälle werden in diesem Rechtstext jene „frevelhaften Frauen“ bezeichnet, die sich von Gott wieder Satan zugewandt hätten und die von sich behaupten oder daran glauben würden, zusammen mit einer großen Anzahl anderer Frauen im Gefolge der heidnischen Göttin Diana auf Tieren nächtliche Flüge über große Strecken hinweg unternommen zu haben. Diese Frauen, so der Kanon, würden der Göttin Diana wie einer Herrin gehorchen und in bestimmten Nächten von ihr herbeigerufen werden. Diese Gefolgschaft der besagten Frauen gegenüber ihrer Herrin Diana und deren Verehrung als göttliches Wesen wird vom Kanon als Treulosigkeit bzw. Frevel gegen Gott, Abfall vom rechten Glauben und Rückfall ins Heidentum gedeutet.
Der Fehler dieser Frauen bestand also nicht darin, dass sie Hexen waren, sondern dass sie behaupteten es zu sein, obwohl sie es nicht waren. Der Canon Episcopi ist eine Verurteilung des Hexenglaubens. Der Canon Episcopi legt fest, dass der Hexenwahn teuflisch sei.
Der zentrale Satz lautet:

“Illud etiam non omittendum,
quod quaedam sceleratae mulieres retro post satanam conversae,
daemonum illusionibus et phantasmatibus seductae, credunt se et profitentur
nocturnis horis cum Diana paganorum Dea et innumera multitudine mulierum
equitare super quasdam bestias, et multa terrarum spatia intempestae
noctis silentio pertransire, eiusque iussionibus velut dominae obedire, et certis
noctibus ad eius servitium evocari.”

„Auch dies darf nicht übergangen werden, dass einige verruchte, wieder zum Satan bekehrte Frauen von den Vorspiegelungen und Hirngespinsten böser Geister verführt sind und glauben und behaupten, sie ritten zu nächtlicher Stunde mit Diana, der Göttin der Heiden, und einer unzähligen Menge von Frauen auf gewissen Tieren und legten in der Stille der tiefen Nacht weite Landstrecken zurück und gehorchten ihren (Dianas) Befehlen wie denen einer Herrin und würden in bestimmten Nächten zu ihrem Dienst herbeigerufen.“

Die Glaubensvorstellung der Frauen, gegen die auch die Priester mit allem Nachdruck predigen sollen, wird im weiteren Text als Einbildung und Wahnvorstellung bezeichnet. Satan, der sich in einen Engel des Lichts verwandelt habe, würde den Frauen solche Wahngebilde vorspiegeln, um auf diese Weise bei den Menschen den Unglauben zu verbreiten. Er könne sich in die Gestalten wie auch in die Abbilder beliebiger Personen verwandeln und die Frauen auf diese Weise in ihren Träumen täuschen. Diese Frauen würden nun glauben, diese Einbildung der Luftfahrt auch körperlich erfahren zu haben. So die Deutung der Vorstellung der Frauen aus der Perspektive des frühmittelalterlichen Kirchenrechts. Ob sich hinter den bekämpften Vorstellungen ein in verschiedensten Formen in Europa verbreiteter heidnisch-christlicher Feenglauben verbirgt, ist umstritten.

## Entstehung und Rezeption
Der Kanon erschien erstmals in den um 906 in Trier verfassten Libri duo de synodalibus causis et ecclesiasticis disciplinis, dem Sendhandbuch des Abts Regino von Prüm. Dort wurde der Text fälschlich einem Konzil von Ancyra im 4. Jahrhundert zugeschrieben. Über mögliche Vorlagen Reginos lässt sich nur spekulieren.
Entscheidend war die breite Rezeption des Textes: Über den Liber decretorum des Burchard von Worms (gestorben 1025) und das Decretum des Ivo von Chartres (gestorben 1115) und andere Kanones-Sammlungen fand der Canon Episcopi weite Verbreitung, bevor er in das Decretum Gratiani (um 1140) aufgenommen wurde und damit in das Corpus Iuris Canonici, das bis 1917 die Grundlage des katholischen Kirchenrechts bildete.
Der Canon Episcopi konnte in sehr unterschiedlicher Weise bei der kirchlichen Bekämpfung von Zauberei und Hexerei ausgelegt werden. Ketzerverfolger machten aus dem Abfall von Gott im Traum einen ausdrücklichen Teufelspakt, Hexenverfolger weigerten sich, den von ihnen als real betrachteten Hexenflug mit dem im Canon Episcopi als teuflische Verblendung angesehenen Flug gleichzusetzen. Gegner der Hexenprozesse wie Johann Weyer und gemäßigte Theologen (etwa in Württemberg im 16. Jahrhundert) konnten sich dagegen auf den Canon Episcopi als zentrales Argument gegen den Hexenflug als wichtiges Element der frühneuzeitlichen Hexenlehre berufen.